# インフォーマント
インフォーマント（Informant、あるいはInformer）とは、文化人類学、人類学や言語学のフィールド調査などで研究者にデータを提供する人。情報提供者。たとえば方言学者にとっての方言話者など。服部四郎のフィールドワークや小泉八雲の妻などが有名。

## 概要
言語学におけるインフォーマントとは、研究対象の言語または話者集団に関する言語的な協力者として活動する母語話者または集団のメンバーのことである。インフォーマントの役割は上級通訳のようなもので、母語の発音を示し、言語的な整合の良し悪しに関する文法的、音韻論的な判断を提供し、また、その言語を研究している他の文化圏の研究者に文化的な参照やその他の重要な文脈情報を説明することもある。 言語学的なインフォーマント、特に言語学者と頻繁に共同研究を行っているインフォーマントは、研究者の研究において通常よりも大きな役割を果たすことがあり、その貢献を認め、正確に反映させるために、助言者や共著者などの他の呼称が使用されることがある。

## 倫理的懸念
どのような調査状況においても、「調査者と情報提供者との間に不平等な関係」が存在する。もしその不平等が調査以前からすでに存在していた場合、その不平等は拡大する傾向にある。この権力格差は、一般的に真実であるが、研究者と情報提供者との間の力関係が変化する明確な例がある。これは考慮すべき重要な点である。この不平等は、言語学者やその他の研究者が調査対象者に対して負う倫理的責任や義務に関する疑問につながっている。この議論に対する標準的な貢献は、「対象者に参加を強制したり、説明責任を怠ったり、研究の過程で対象者を搾取したり虐待したり、プライバシーを侵害したり機密を漏洩したりする」といった非倫理的な行動を取らないことの重要性を強調している。これらの標準的な要件は、「害を及ぼさない」という考えに基づいて策定された。しかし、研究者が「情報提供者に対してより積極的に支援したいと考えることが多くなった」ため、これらの配慮は現在では不十分であると見なされることが多くなっている。この主張にはさまざまな形があるが、研究者が研究対象としているコミュニティに何らかの形で恩返しをしたいという衝動が特徴である。
言語学者がコミュニティに調査結果やデータへのアクセスを提供し、コミュニティがそれを利用して自分たちの主張を展開できるようにすれば、この主張はさらに一歩進む。これは「エンパワーメント」研究(「倫理的」または「主張」研究とは対照的)として特徴づけられる。また、「フィードバック」技術を使用することも有益である。この技術では、研究者は調査対象者とコミュニケーションを維持し、最終的な結果発表における彼らの表現方法について、調査対象者の同意を得ることを保証する。ベン・ランプトンはアジアの男子学生の研究で「フィードバック」のテクニックを使用しており、ノーマ・メンドーサ・デントンもカリフォルニアの少女たちの化粧に関する意見を調査する際に同様のテクニックを使用している。こうしたアドボカシーに関する問題は、社会科学の研究で一般的に使用されている実証主義的方法の批判という、より大きな意味合いも持っている。